# Phi1 Orionis
Pour les articles homonymes, voir Phi Orionis.
Désignations
Phi1 Orionis (φ1 Ori / φ1 Orionis) est une étoile binaire de la constellation d'Orion, située à environ ∼ 1 090 a.l. (∼ 334 pc) de la Terre. Elle se situe à moins d'un degré au sud de Meissa. Elle est visible à l’œil nu avec une magnitude apparente de 4,42.
Phi1 Orionis est une étoile binaire spectroscopique à une raies simples avec une période orbitale de 3 068 jours (8,4 ans) et une excentricité de 0,22. Elle fait partie du jeune amas de Lambda Orionis, et son âge est estimé à environ sept millions d'années. La composante primaire est une étoile géante bleue de type spectral B0 III. Elle est environ 15 fois plus massive que le Soleil et fait environ 6,3 fois son rayon. Son compagnon, la composante secondaire du système, est mal connue. Elle ne contribue cependant pas de manière significative à la luminosité du système dans le spectre visible.